# Oxypetalum sublanatum
Oxypetalum sublanatum är en oleanderväxtart som beskrevs av Gustaf Oskar Andersson Malme. Oxypetalum sublanatum ingår i släktet Oxypetalum och familjen oleanderväxter. Inga underarter finns listade i Catalogue of Life.